# ویلهلم هاوف
ویلهلم هاوف (آلمانی: Wilhelm Hauff؛ زاده ۲۹ نوامبر ۱۸۰۲ درگذشته ۱۸ نوامبر ۱۸۲۷) یک نویسنده اهل آلمان بود.